# Psychiatrisch Centrum Sint-Amandus

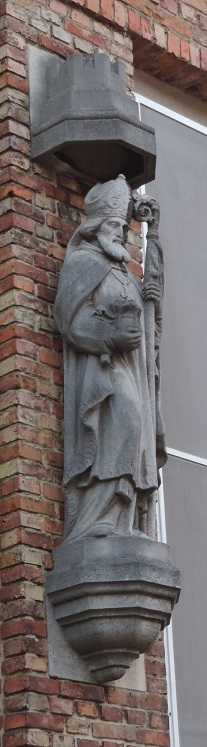
Sint-Juliaan

Het Psychiatrisch Centrum (PC) Sint-Amandus bestaat uit een psychiatrisch ziekenhuis (PZ) en een psychiatrisch verzorgingstehuis (PVT). De PVT heeft een campus in Beernem en een campus in Torhout.

## Hervormingsschool
Het groengebied Bulskampveld werd omstreeks eind 18 eeuw ontgonnen door kasteelheren en herenboeren. Een van die ontginners was Louis Jacobsen. De Belgische Staat kocht de kasteelboerderij (’t Kasteeltje, 64 ha) in 1852 van het echtpaar Jacobusen - Van den Bogaerde. De kasteelboerderij met de grondgebieden, werd mits een paar verbouwingen bestemd om er een Hervormingsschool op te richten. De wet van 1848 organiseerde hervormingsscholen voor bedelaars en landlopers van minder dan 18 jaar zowel voor jongens als voor meisjes. Bij koninklijk besluit van 28 maart 1853 opende de Hervormingsschool van Beernem voor 400 meisjes. De school werd bestuurd vanuit de Hervormingsschool voor jongens te Ruiselede (Sint-Pietersveld). Tussen de twee scholen werd de aardeweg verhard om als verbindingsweg te dienen. De school was bekend als “ ’t Gesticht van de Rode Rokjes” en werd uitgebaat van tot 1926. De bijnaam verwees naar de rode baaien onder hun schort. Zo konden de meisjes vlug herkend worden bij ontsnappingen.

### Verbouwingen
- 1853: Nieuw gebouwencomplex in de vorm van een rechthoek, waarvan drie zijden bebouwd zijn. De oorspronkelijke kasteelboerderij werd verbouwd tot hoofdingang. De vleugel rechts van de hoofdingang was 94 meter lang, de twee haakse zijvleugels 32 m lang, alles was 9 meter breed.
- 1876: Er werd een korte vleugel gebouwd links van de hoofdingang en over de lengte naast het hoofdgebouw werd een verdieping met zadeldak opgetrokken.
- 1898: De linkervleugel werd verlengd tot 94 m waarop haaks nog een vleugel kwam. De hoofdingang werd opnieuw verbouwd. Een kapel werd opgetrokken haaks op de middelste vleugel.

De wet van 15 mei 1912 op de Kinderbescherming bracht veranderingen in de organisatie van de jeugdbescherming. Tijdens de Eerste Wereldoorlog werden de gebouwen opgeëist door de Duitse bezetter en de meisjes werden tijdelijk ondergebracht in Namen. Na de Oorlog kwamen de meisjes terug en werden de hervormingen in de jeugdsector doorgevoerd. In 1923 werd de Hervormingsschool een rijksopvoedingsgesticht. Ondanks de naamsverandering bleven er in 1926 slechts 38 meisjes over. Vanwege besparingen werd het Rijksopvoedingsgesticht gesloten en werden de resterende bewoners ondergebracht in een leegstaande gevangenis in Saint-Servais (Namen).

## Broeders van Liefde
Na twee jaar onderhandelen met het Ministerie van Justitie, kochten de Broeders van Liefde op 28 januari 1928 de Hervormingsschool met de omliggende domeinen. Dit op voorwaarde dat het bestaande gebouw zou gebruikt worden om de “abnormale” kinderen uit het Sint-Jan-Baptistgesticht in Zelzate over te brengen en op voorwaarde dat er een nieuw gesticht moest worden opgericht voor volwassen zwakzinnigen. De naam van het ‘Gesticht’ Sint-Amandus verwijst naar de kerk van Beernem met als patroon de heilige Amandus.
Op 22 februari 1928 namen de eerste vier broeders hun intrek in enkele lokalen rond de bestaande hoofdingang met als bijnaam de ‘Oude Bouw’. Na twee jaar leegstand moest de ‘Oude Bouw’ dringend opgeknapt worden. Broeder Hilarius stond in voor de leiding van de nieuwe instelling. Hij had ervaring als “krankzinnigenverpleger” en als hoofd van de Sint-Vincentiusafdeling van het Strop in Gent. Voor de technische kant werd Broeder Godard ingeschakeld. Hij stond in voor de verbouwingen, inrichting, de boerderij en installatie van nutsvoorzieningen. Broeder Sylvanius en Broeder Nemesius werden respectievelijk ingeschakeld als secretaris en kok en in vergelijking met de andere twee broeders relatief onervaren.
Het effectieve priesterwerk werd verzorgd door de paters kapucijnen. Deze samenwerking bestond al in het Sint-Juliaan te Brugge. Voor hen werd een bewoonbaar klooster met kapel opgericht. Op  25 april 1931 werd er de heilige mis voor het eerst officieel gecelebreerd. Het klooster deed dienst als rusthuis voor zieke paters. De Broeders van Liefde hebben er hun eigen klooster dat in 2014 dienstdoet als rusthuis (Huize Sint-Arnoldus).
Om de gebouwen zo snel mogelijk klaar te maken voor de patiënten werden meteen een aantal knechten aangeworven. Onder leiding van broeder Godard werden de gebouwen opgeruimd, bomen geveld, moerassen droog gelegd, bestaande wegen opgehoogd enz. Binnen werd in samenwerking met lokale zelfstandigen alles zo vlug mogelijk bewoonbaar gemaakt.
Op 15 mei 1928 kwamen de eerste zestig kinderen afkomstig van Sint-Jan-Baptist te Zelzate aan in Sint-Amandus, samen met een aantal nieuwe broeders. Op 25 juni werden de eerste volwassen zwakzinnigen opgenomen. Toen op 25 en 27 juli 1928 twee zware branden uitbraken in het Dokter Guislaininstituut te Gent bood de linkervleugel van de ‘Oude Bouw’ tijdelijk onderdak aan 100 volwassen patiënten. Eind 1929 verzorgden de broeders al 182 kinderen en 130 volwassen zwakzinnigen.
Het nieuwe gesticht moest dienen als vervanging voor het noodlijdende Sint-Juliaan te Brugge dat de deuren moest sluiten. De heilige kreeg een voorname plaats, boven de ingang van de keuken. Op 1 januari 1931 kon de nieuwe vakschool (Vrije Beroepsschool) haar intrek nemen in de gebouwen van Sint-Juliaan te Brugge.
In het jaar 1930 verlaten de kinderen geleidelijk Sint-Amandus en worden overgebracht naar het Sint-Jozefsinstituut te Gent. Het oude Sint-Jozefsinstituut werd omgedoopt tot Sint-Juliaan als herinnering aan het Sint-Juliaan in Brugge. In de periode van 14 april tot december 1930 werden in hun plaats ongeveer 600 volwassenen overgebracht uit Brugge. Een deel hiervan kwam terecht in de nieuw opgetrokken paviljoenen.

## Paviljoenstelsel
De eerste werken van de bouw van de nieuwe campus verliep gelijktijdig met de renovatiewerken aan de Oude Bouw. Dit nog voor de eerste bouwvergunning was toegekend. In opdracht van de Broeders van Liefde te Gent lieten de twee Brugse architecten Jozef Viérin en Antoine Dujardin zich inspireren op het paviljoenenstelsel van de Nederlandse instelling in Venray. Het verschil zit hem in de toepassing van de Vlaamse stijl door middel van gebruik van trapgeveltjes, kleine ruitjes en boogvormen boven de ramen.
De eerste bouwfase bestond uit het optrekken van de Voorbouw waar de hoofdingang zou komen met kantoren, klooster, keuken en refter voor de broeders. Er werden vier paviljoenen voorzien voor de verzorging van patiënten: Sint-Marie, Sint-Aloïsus, Sint-Cornelius en Sint-Paulus. Daarnaast werd ook een mortuarium, lazaret, algemene badzaal, nieuwe wasserij en een doktersvilla opgericht. Het was een indrukwekkende werf des te meer omdat de gebouwen allemaal tegelijk werden opgetrokken. 
De tweede bouwfase vond plaats tussen 1931 en 1932. Er zouden in die periode onder andere vier bijkomende verzorgingspaviljoenen worden gebouwd: Sint-Pieter, Sint-Dymfa, Sint-Jozef en Sint-Vincentius. Aan het einde van de tweede bouwfase telde Sint-Amandus 17 paviljoenen in totaal. Eind 1932 telde Sint-Amandus 1025 patiënten, 402 nieuwe opnames, 114 ontslagen en 85 sterfgevallen.
In bijna alle paviljoenen werden ateliers ingericht waar patiënten arbeidstherapie konden verrichten. Zo hadden de patiënten iets omhanden en konden ze een zakcentje verdienen. Arbeidstherapie was toen een zeer belangrijk concept in de verpleging. In de nieuwe paviljoenen konden de patiënten ook ontspannen in de ruime en ingerichte zalen.

## Tweede Wereldoorlog
In 1939 werd Vader Hilarius opnieuw aangesteld als overste van Sint-Amandus. Met de Tweede Wereldoorlog in zicht vond de toenmalige minister van Justitie Paul-Emile Janson het nodig om in ieder belangrijk ziekenhuis iemand aan het hoofd te hebben die de plaatselijke omstandigheden kende. Vader Hilarius was er van bij het begin (1928) tot 1937 overste geweest.
Na de inval van Hitler in Oostenrijk begon België aan de mobilisatie van zijn manschappen. De broeders, verzorgers en medisch personeel werden opgeëist. Vader Hilarius kon bekomen dat het medisch personeel en de hoofdgeneesheer vrijgesteld werden van dienst en konden terugkeren naar de instelling.
Op 20 oktober 1939 moest er in Sint-Amandus plaats gemaakt worden voor 200 patiënten uit Dave bij Namen die werden geëvacueerd. Op 10 mei 1940 werd het Sint-Amedeus-ziekenhuis in Mortsel gebombardeerd waardoor Sint-Amandus nog eens plaats moest vinden voor 172 zieken, 14 broeders en 10 juvenisten. Daarnaast waren er nog tientallen patiënten uit andere instellingen die er onderdak zochten. Ondanks de ziekenhuiskruisen op het dak deelde Sint-Amandus ook in de brokken tijdens die eerste veldslag. 
Vader Hilarius moest ervoor zorgen dat de steeds aangroeiende populatie van Sint-Amandus genoeg te eten kreeg. Voedsel werd uiteraard gerantsoeneerd. Alle beschikbare lapjes grond, ook de siertuinen werden gebruikt om voedsel te telen. Op enkele stukken werd zelfs tabak geplant, gezien de zware belastingen hierop werden niet alle planten aangegeven. De gastoevoer werd een tijdlang stilgelegd en dus moest de oude keuken op basis van kolen opnieuw gebruiksklaar gemaakt worden.
Om het voedsel dat Vader Hilarius opkocht te kunnen aanvoeren mocht hij van de Duitsers de vrachtwagen van Sint-Amandus gebruiken. Meermaals werd hij betrapt op het vervoeren van niet-geregistreerde goederen. Dankzij relaties bij zowel vriend en vijand kwam hij gelukkig nooit in serieuze problemen. 
Sint-Amandus is een paar keer bijna opgeëist door zowel het Belgisch leger, de Duitsers en later de Canadezen om het te gebruiken voor andere doeleinden dan ziekenzorg. Toen Vader Hilarius dreigde om te vertrekken met de andere broeders en het personeel om zo de zorg aan hen over te laten, zagen deze er gelukkig snel vanaf. Ook bij huiszoekingen bleek de schrik voor patiënten een zegen. Zo zagen de Duitsers ertegenop om ziekenzalen volledig te doorzoeken en zo konden enkele onderduikers opgelucht adem halen.
Tijdens de oorlog waren natuurlijk vele zaken in de instelling kapot gegaan en door gebrek aan grondstoffen en materiaal niet meer hersteld geweest. Ondanks enkele incidenten is Sint-Amandus toch van het meeste oorlogsgeweld gespaard gebleven. Ter ere hiervan werd in 1951 de Boskapel gebouwd.
Niet alleen op vlak van infrastructuur kwam Sint-Amandus tot een stilstand. Ook op het vlak van de psychiatrische zorg bleef de tijd even stilstaan ondanks de evoluties die voor de oorlog werden gemaakt.

## Evolutie in de verzorging
In het begin van Sint-Amandus bestonden er nog maar weinig medicijnen gericht op psychische problemen. De Broeders ontfermden zich over de geestelijke gezondheid in samenwerking met de pater-aalmoezeniers door middel van gebed, biecht en communie. Het was niet verplicht om het geloof te praktiseren, maar dit werd wel sterk gestimuleerd. Er werd ook sterk ingezet op de lichamelijke gezondheidszorg en algemene hygiëne. Er was reeds heel vroeg een geneesmiddelendepot en een veldhospitaal waar patiënten met besmettelijke ziektes zoals tuberculose werden opgevangen.
Na de Tweede Wereldoorlog ging de medische kennis over psychiatrische ziektebeelden en de aanpak ervan met sprongen vooruit. Hierdoor was er meer nood aan verplegers en verzorgers. Maar in tegenstelling tot vroeger werd wel van de verzorgers gevraagd dat ze een opleiding tot psychiatrisch hulpverpleger zouden volgen en examens afleggen. 
In 1965 werd de eerste vrouw in dienst genomen, Elza Batselaere. Een innovatie in die tijd was de EEG of de elektro-encefalografie, dit werd vroeger steeds uitgevoerd door een dokter of broeder-verpleger. Broeder Augustinus, overste op dat moment, vond dat dit ook door een verpleegster kon uitgevoerd worden. Daarvoor kwam de oudste dochter van toenmalig huisdokter Richard Batselaere in aanmerking. Ze kwam meteen in dienst, echter de toestemming van Rome kwam later.
Tijdens de jaren zestig werd de instelling opener en gingen de patiënten meer naar buiten. Daarom werd het uniform van weleer enkel nog binnenskamers gedragen.

## De jaren 1970
Zoals de meeste psychiatrische instellingen evolueerde Sint-Amandus in de jaren zeventig van een gesloten instituut waar enkel gecolloqueerde patiënten werden opgenomen naar een open instelling met vrije patiënten. Ook de eenvoudige therapieën (werktherapie, baden, insulinekuren, malariatherapieën en elektroshocks zonder anesthesie) evolueerden naar meer wetenschappelijk onderbouwde methodes.
Dankzij de wet op de ziekenhuizen werd door de Koning normen en indexen bepaald voor diverse ziekenhuisdiensten. De P-index is bestemd voor zieken in een acute fase, die diagnose en behandeling vereisen, de O-index voor al dan niet gestabiliseerde geesteszieken voor wie een verdere behandeling en of verzorging nodig was.
In 1966 begon men op de campus met de bouw van een nieuw psychiatrisch ziekenhuis “Reigerlo”. Op 1 september 1968 verkreeg het ziekenhuis de officiële erkenning als P-dienst voor 60 bedden. Op 24 februari 1969, na de aanwerving van het nodige personeel, werd de eerste vrije patiënt ingeschreven. De bedoeling was om met het jonge team nieuwe therapieën en verpleegkundige technieken toe te passen en deze dan uit te breiden over heel het centrum. De sociale dienst werd er ook ondergebracht.
In 1974 zorgde de nieuwe normering van A- en T- diensten (KB 15 februari 1974) voor een uitbreiding van het aantal psychiaters en paramedici. In 1978 werd de Reigerlokliniek officieel erkend als A-dienst. Er stond de patiënt nu een team van psychiatrisch verpleegkundigen, psychologen, maatschappelijk werkers, ergotherapeuten, bewegingstherapeuten en psychiaters ter beschikking. Dit bood de mogelijkheid om de therapieën en de groepsbegeleiding te intensiveren en te individualiseren.
De ziekenhuiswet zette ook heel wat in beweging in de gesloten psychiatrische inrichting. Tot 1969 bevatte de instelling 1200 mannelijke patiënten. Tijdens de jaren zeventig verdubbelde het personeelsbestand terwijl het aantal patiënten jaar na jaar verminderde. Het aantal ziekenhuisbedden in het hele PC Sint-Amandus werd geprogrammeerd op 665. De daaropvolgende decennia bleef men het aantal bedden gestaag afbouwen. Op 27 augustus 1980 werden voor het eerst vrouwelijke patiënten opgenomen in de Reigerlokliniek.

## Jaren 1990 en daarna
Als gevolg van een eerste verplichte reconversie verkreeg de instelling op 11 januari 1991 in de planning 88 psychiatrische verzorgingstehuis-bedden (PVT) uitdovend en 3 PVT-bedden definitief. Bij een tweede verplichte reconversie 51 PVT-bedden uitdovend en 7 PVT-bedden definitief met ingang van 1 januari 1992. De eerste vrijwillige reconversie voorzag in de planning van 95 PVT-bedden definitief met ingang van 1 januari 1994. Een tweede vrijwillige reconversie voorzag in de programmatie van 10 PVT-bedden definitief. De maximale grootte van een PVT is volgens de wet per campus bepaald op 60 PVT-bedden. Op 25 mei 2005 werden 60 PVT-bedden definitief verhuisd naar een nieuwe campus De Ent in Torhout.
In 2014 had Sint-Amandus 459 erkende ziekenhuisbedden en 162 psychiatrische verzorgingstehuis-bedden. Er wordt ook zeer nauw samengewerkt met de vzw Beschut Wonen Beernem.

## Anekdotes

### De boerderij
Bij de aanvang van Sint-Amandus was het de bedoeling dat de instelling zo veel mogelijk zelfvoorzienend zou worden. Ten tijde van de Rode Rokjes in 1898 werd naast de Hervormingsschool een grote boerderij opgericht. Die stond bij de komst van de Broeders van Liefde in 1928 reeds twee jaar leeg maar herleefde bij de intrek van Broeder Godard. Op 16 april 1928 werd Adolf Vanneste aangeworven als eerste boer.
Jaren werden de akkers bewerkt en de veestapel onderhouden tot in 1979 de boerderij geen melk meer mocht leveren aan eigen keuken omwille van hygiënische redenen. Later kwam er nog een verbod om keukenafval te voederen aan de varkens en een verbod om te slachten in eigen bedrijf, ook omwille van hygiënische redenen, maar ook vanwege veiligheidsredenen. Dit had tot gevolg dat de hele veestapel werd verkocht, het land verpacht en opnieuw bebost werd. 
De gebouwen werden ondertussen gerenoveerd en worden nu ter beschikking gesteld voor de bewoners van het centrum met een mentale handicap. Dit om als sfeervol activiteitencentrum te gebruiken.

### Begraafplaats
Tijdens 1929 steeg het aantal patiënten gestaag, maar steeg ook de nood aan een eigen begraafplaats. Gezien alle begraafplaatsen burgerlijke openbare plaatsen zijn, werd het stuk perceel bestemd voor de begraafplaats afgestaan aan de gemeente Beernem bij notariële akte van 23 oktober 1929. De begraafplaats dient zowel voor patiënten als voor broeders, maar kon in theorie ook dienen voor buurtbewoners. In 2003 waren er reeds in totaal 2057 personen begraven waarvan 104 broeders, 7 paters kapucijnen. De begraafplaats wordt nog gebruikt om er de broeders van Huize Sint-Arnoldus een laatste rustplaats te geven.

## Overzicht Oversten-directeurs
| 1928-1937 | Vader Hilarius      | In 1916 is canoniek voorgeschreven dat een broeder max zes jaar onafgebroken als kloosteroverste kan fungeren, verlenging van drie jaar kan met pauselijke vergunning (indult)             |
| 1930-1931 | Br. Bonaventura     | Tijdelijk twee communauteiten, hij was overste van de Sint-Amanduscommunauteit in de Oude Bouw en Vader Hilarius van overste van de Sint-Juliaancommunauteit gevestigd op de nieuwe campus |
| 1937-1939 | Br. Cataldus        | Van 1946 tot 1970 ook gewaardeerd econoom in Sint-Amandus |
| 1939-1945 | Vader Hilarius      | |
| 1945-1946 | Br. Revocatus       | Verbleef er louter om Vader Hilarius de voorgeschreven onderbreking te doen nemen |
| 1946-1952 | Vader Hilarius      | Laatste maal in Sint-Amandus, werd daarna “broeder-bouwmeester” in het Provincialaat |
| 1952-1958 | Br. Revocatus       | Keerde in 1966 terug om er op rust te gaan |
| 1958-1964 | Br. Rufus           | Ziekenhuiswet werd van kracht, Sint-Amandus werd een volwaardige verplegingsinstelling met nieuwe klinische diensten                                                                       |
| 1964-1966 | Br. Augustinus      | Eerste directeur om vrouwelijke personeelsleden aan te nemen. Werd in 1966 Inspecteur-Generaal, hoofd van de Belgische psychiatrische en medico-pedagogische instellingen.                 |
| 1966-1969 | Br. Josaphat        | Modernisatie boerderij en diverse verbouwingen |
| 1969-1975 | Br. Marcel Peene    | Uitvoeringsbesluiten van de ziekenhuiswet, administratieve en verpleegkundige reorganisaties tot gevolg                                                                                    |
| 1975-1980 | Br. Marcel Stouten  | |
| 1980-1981 | Br. Victor Quets    | Volgde Br. Augustinus op als Inspecteur-Generaal na diens plots overlijden |
| 1981-1983 | Br. Gerard Serroyen | Hij werd overgeplaatst naar Bierbeek |
| 1983-1988 | Br. Antoon Baeken   | Werkte van 26 april 1988 tot 3 december 1988 alleen als directeur vanwege gezondheidsklachten                                                                                              |
| 1988      | Br. Jan Kuppens     | Werkte van 26 april 1988 tot 3 december 1988 enkel als klooster-overste om Br. Antoon Baeken te ondersteunen                                                                               |
| 1988-1997 | Br. Victor Quets    | Keerde terug en was de laatste broeder die de functie van directeur opnam. |
| 1997      | Rik Ouvry           | Eerste leek als directeur |